# Lappteknik

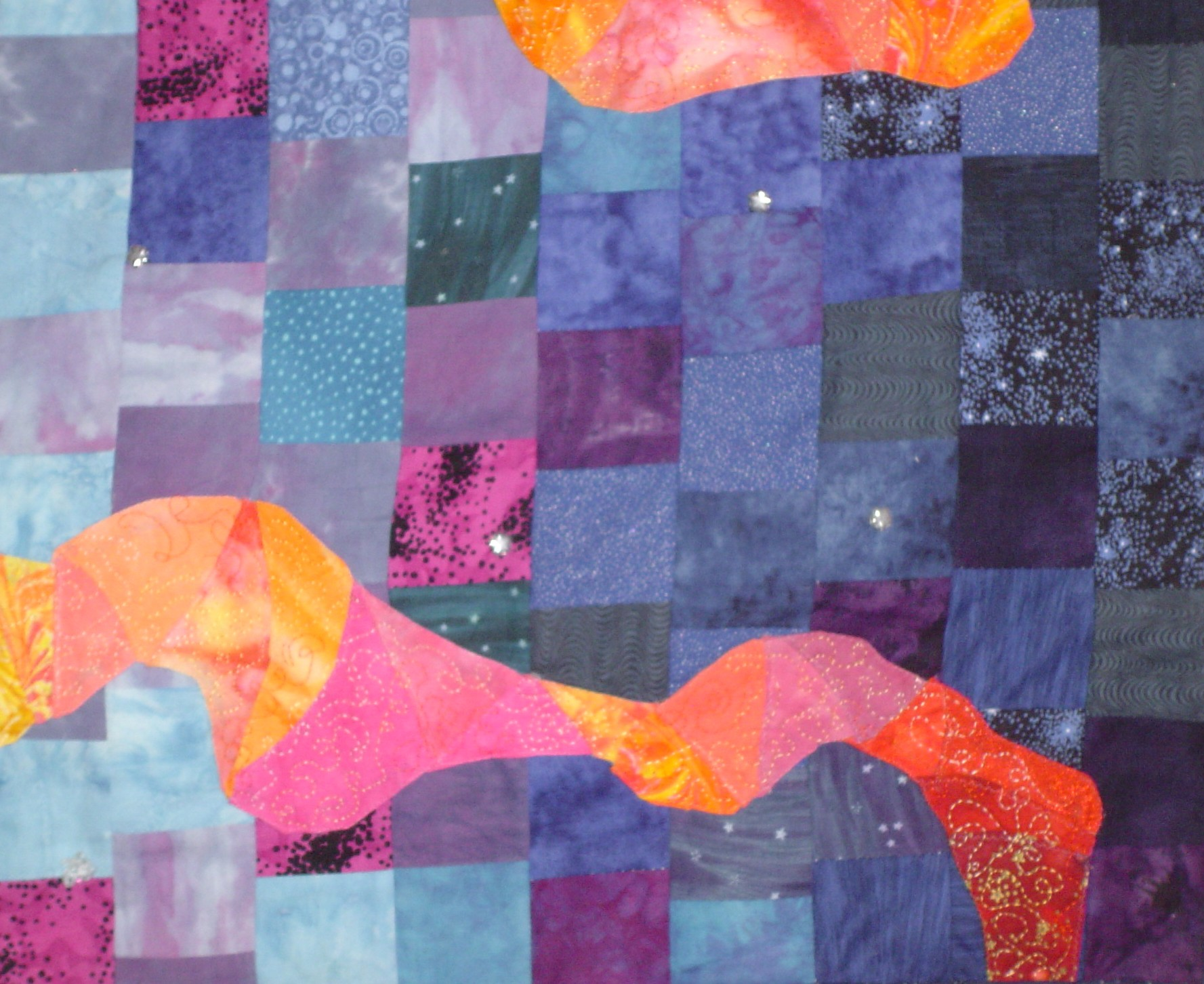
Lapptäcke

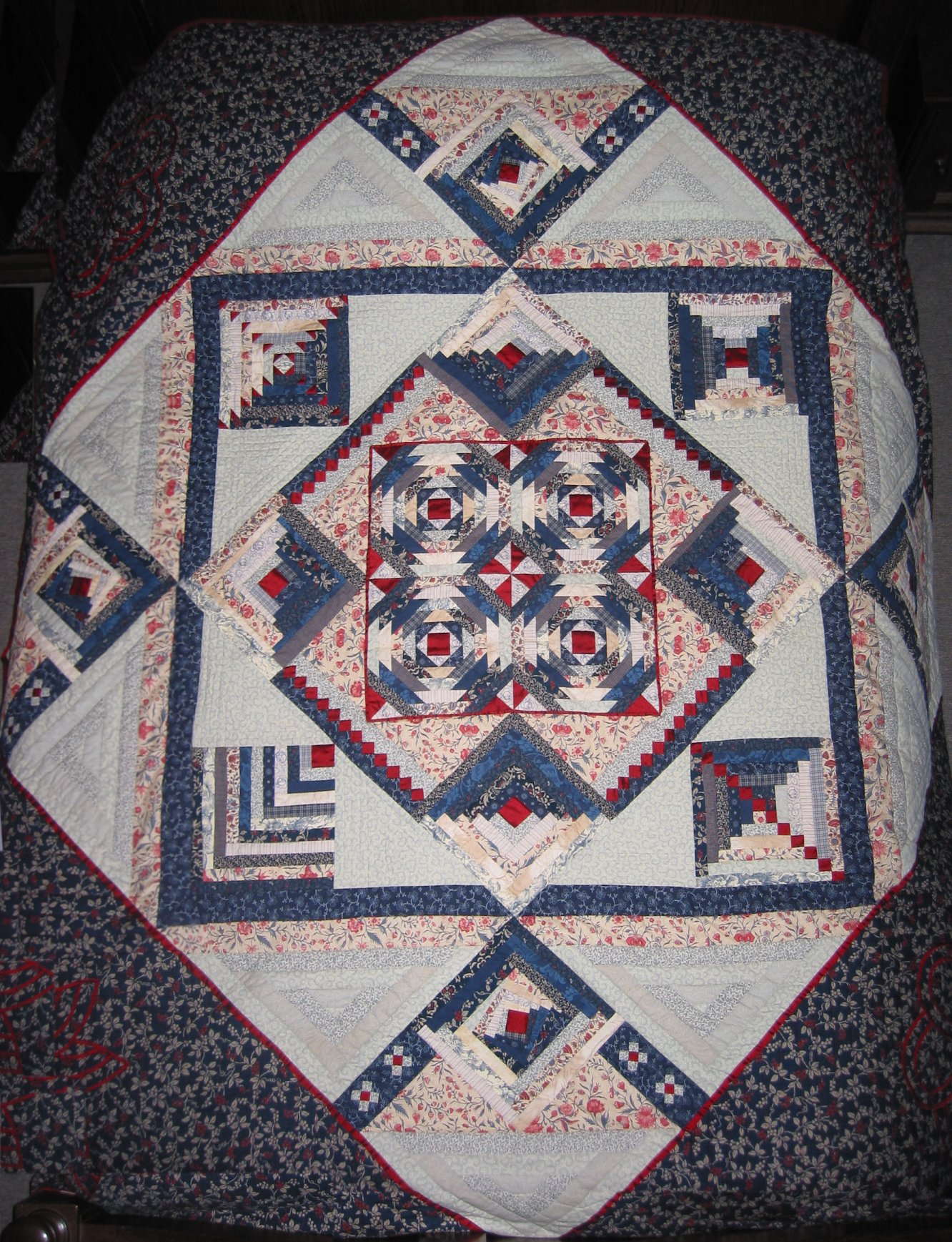
Lapptäcke

Lappteknik (kallas även skarvsömnad eller patchwork) är en textil teknik där mindre tygbitar sys ihop till större föremål, till exempel täcken, dukar eller mattor. Det ursprungliga syftet med lappteknik var att ta tillvara tygspill från annan sömnad. Detta utvecklades genom att tygbitarna syddes ihop i olika mönster, så att föremålen blev dekorativa.
I huvudsak används idag bomullstyg i tuskaft för lapparbeten. Detta är på grund av att bomullstyg är formbart och lagom strävt för att kunna arbetas med smidigt. Vanligen blandar man inte olika tygsorter, som bomull och polyester, i ett och samma arbete eftersom det blir problematiskt att tvätta. Siden har under vissa perioder också använts till lappteknik.
Tyglapparna kan klippas i en mängd olika geometriska former, till exempel kvadrater, romber, sexhörningar och trianglar.
Traditionellt har lapparna sytts samman för hand, men idag sys enklare lappformer (till exempel kvadrater och rektanglar) även ihop på maskin. 
Om man syr för hand klipps de önskade formerna ut i stadigt papper eller kartong och tygbiten viks runt och nästas fast. Allteftersom arbetet går framåt tas mallarna loss och används på nya delar av arbetet.
Det är vanligt att ett lapptäcke som avslutning kviltas. Mönstret och tekniken varierar mycket mellan olika länder och kulturer. Ett exempel på välkända lapptäcken är de som sys av amishfolket i USA.
Förr var det vanligt att man hade ett lapptäcke i sängen tillsammans med ett överlakan, men då påslakan gör att täcket inte syns är det numera vanligare att använda lapptäcket som överkast eller extrafilt.
Ett lapptäcke är en form av handarbete som innebär man syr ihop bitar av tyg i ett större mönster. Det färdiga täcket bygger på upprepade mönster som byggts upp med olikfärgade lappar. Lapparna mäts noggrant och skärs i geometriska grundformer som gör dem lätta att "pussla" ihop. Sömmarna måste sys med stor noggrannhet för att lapptäcket ska ligga plant. 
Ett färdigt lapptäcke består av tre lager: överst själva lapptäcket, i mitten ett mellanfoder, och underst ett stödlager. För att mellanfodret ska ligga på plats är lapptäcken ofta kviltade.

## Vänskapsquilt
Vänskapsquilt kallas ett lapptäcksarbete som flera personer bidragit till. Dessa är vanligtvis uppbyggda av lika stora fyrkanter och alla medlemmarna i gruppen gör lika många fyrkanter i lappteknik som antalet medlemmar. Sedan byter man med varandra tills alla har en fyrkant från varje medlem. Varje medlem i gruppen syr sedan ihop sina lappar på det sätt som han eller hon önskar.